# Лаутербах (Баден-Вюртемберг)
Лаутербах (нім. Lauterbach) — громада в Німеччині, знаходиться в землі Баден-Вюртемберг. Підпорядковується адміністративному округу Фрайбург. Входить до складу району Ротвайль.
Площа — 19,95 км2. Населення становить 2881 ос. (станом на 31 грудня 2020).